# Dana Moffat
Dana Moffat (* 30. April 1997 in Palo Alto) ist eine US-amerikanische Ruderin.

## Sportliche Karriere
Dana Moffat begann 2012 mit dem Rudersport. 2014 gewann sie bei den Junioren-Weltmeisterschaften die Silbermedaille im Vierer ohne Steuerfrau in der Besetzung Mia Croonqvist, Dana Moffat, Claire Collins und Marlee Blue. Zusammen mit Marlee Blue trat sie im gleichen Jahr bei den Olympischen Jugendspielen in Nanjing an und belegte den vierten Platz im Zweier ohne Steuerfrau. 2015 siegte der Vierer ohne Steuerfrau aus den Vereinigten Staaten mit Katy Gillingham, Marlee Blue, Dana Moffat und Kaitlyn Kynast bei den Junioren-Weltmeisterschaften. 2017 ruderte Moffat im Achter bei den U23-Weltmeisterschaften, das Boot gewann die Silbermedaille hinter den Kanadierinnen.
2018 rückte Dana Moffat in den amerikanischen Achter und gewann den Titel bei den Ruder-Weltmeisterschaften in Plowdiw vor den Booten aus Kanada und aus Australien. Ein Jahr später bei den Ruder-Weltmeisterschaften 2019 in Linz/Ottensheim siegten die Neuseeländerinnen vor den Australierinnen, der Achter aus den Vereinigten Staaten erkämpfte Bronze.
Dana Moffat graduierte 2019 in Wirtschaftswissenschaften an der University of California, Berkeley.